# La Banque Postale
La Banque Postale è una banca pubblica francese istituita il 1º gennaio 2006, controllata al 100% dal gruppo La Poste, da cui ha rilevato i servizi finanziari. La sua rete di distribuzione si basa su circa settemila uffici postali in tutta la Francia.
Dall'entrata in vigore della Vigilanza Bancaria Europea alla fine del 2014, è stata designata come istituto significativo e di conseguenza è sottoposta alla vigilanza diretta della Banca Centrale Europea.
Inizialmente banca al dettaglio e nota per l'obbligo di fornire un servizio bancario di base a tutti (diritto a un conto e a un prodotto di risparmio), si è diversificata sia in termini di clientela - aprendosi alle imprese e agli enti locali - sia in termini di prodotti, con un ampliamento della gamma di prestiti e l'apertura di un'attività di gestione patrimoniale.

## Storia

### Le origini
Nel 1477, Luigi XI creò le prime stazioni di posta, ma all'epoca si occupavano solo della posta reale. Un secolo dopo, nel 1576, furono creati gli uffici dei messaggeri reali. Sebbene fossero specializzati nel trasporto di documenti amministrativi e legali, erano anche autorizzati a prendere in consegna le lettere dei privati. I primi uffici postali furono istituiti alla fine del XVI secolo e nel 1707 se ne contavano quasi 800, che salirono a 1.300 nel 1789.

#### 1817-1945
Nel 1817, il decreto del 24 febbraio vietò il trasferimento fisico di denaro per posta a causa dei ricorrenti problemi di insicurezza. Il trasferimento di fondi fu sostituito da operazioni contabili: il vaglia postale. In cambio del deposito di denaro contante presso un ufficio postale, il mittente si vede recapitare una ricevuta, che viene inviata per posta al beneficiario affinché quest'ultimo possa a sua volta ritirare un importo equivalente. Questo sistema ha avuto un enorme successo nel XIX secolo, soprattutto dopo l'arrivo del telegrafo elettrico (che utilizzava l'alfabeto Morse) negli anni Sessanta del XIX secolo. I vaglia potevano essere pagati il giorno stesso della loro emissione.
Contemporaneamente allo sviluppo del vaglia, nel 1835, la rete postale fu autorizzata a raccogliere i risparmi del pubblico per le cinquantanove Caisses d'épargne et de prévoyance (CEP), enti di diritto privato riconosciuti di interesse pubblico, la prima delle quali fu fondata a Parigi nel 1818 da Ferdinand Delessert. Il governo voleva aiutare i clienti a basso reddito ad accumulare i propri risparmi attraverso depositi successivi e l'accumulo di bassi interessi annuali (inferiori al 3%), esenti da imposte.

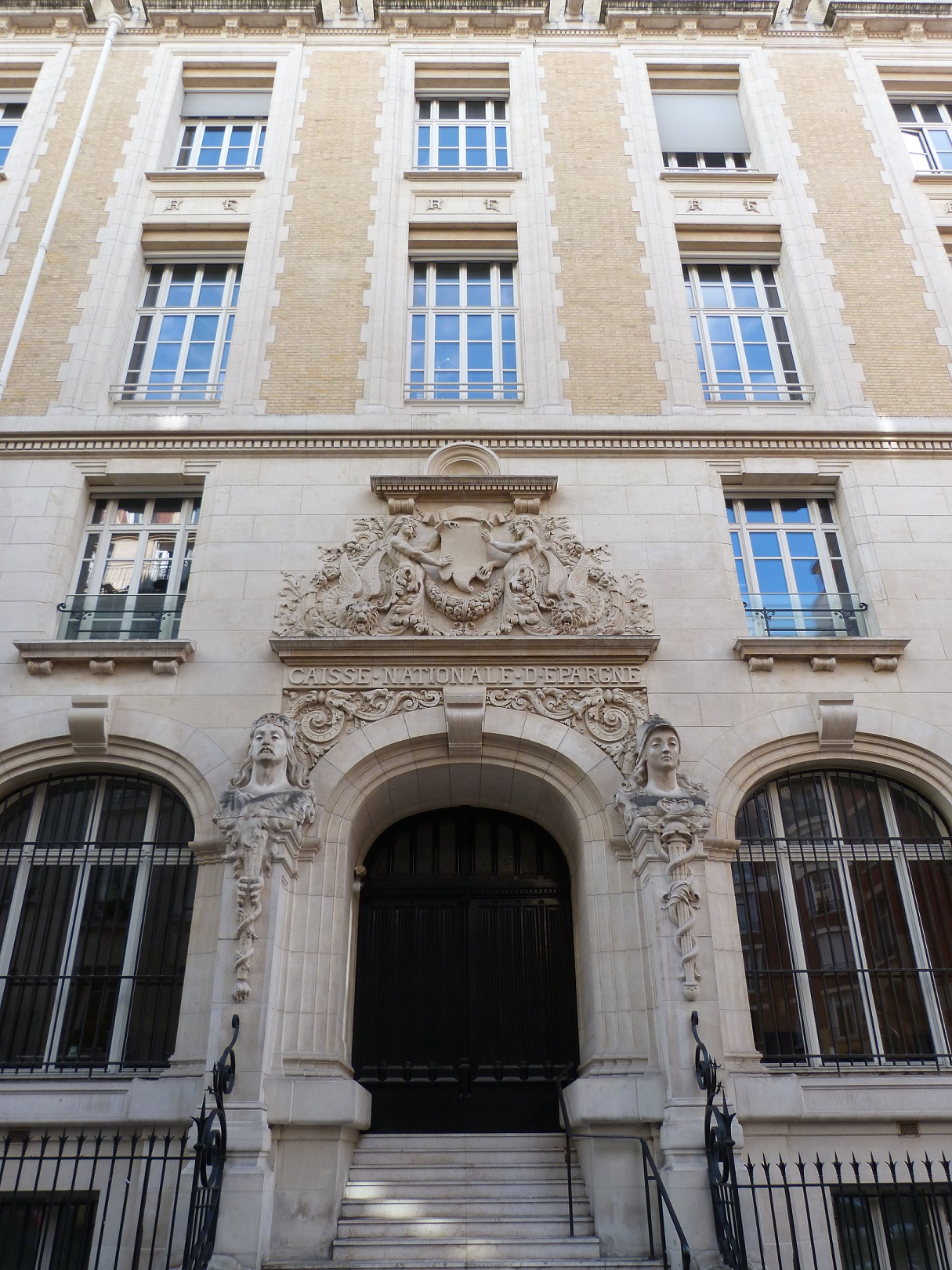
Ex sede della Caisse nationale d'épargne (rue Saint-Romain, Parigi), predecessore de La Banque Postale.

Il 9 aprile 1881, fu creata la Caisse nationale d’épargne (CNE). Sottoposta all'autorità dell'amministrazione delle Poste, era responsabile della gestione amministrativa e della riscossione in tutti gli uffici postali. Da quel momento in poi, gli uffici postali non raccolsero più denaro per la rete CEP, ma solo per la Caisse nationale d’épargne.
Il libretto di risparmio nazionale ha riscosso rapidamente un grande successo nelle campagne, grazie all'impegno dei lavoratori postali (postini e direttori). Essi venivano pagati in base alle somme raccolte o al numero di nuovi libretti aperti. Dal 1882, i servizi della Caisse nationale d’épargne furono estesi al di fuori della Francia metropolitana, alle colonie e ai protettorati. Nel 1900, erano in circolazione tre milioni di libretti CNE e più di sei milioni solo dieci anni dopo.
Con la legge del 7 gennaio 1918, il Ministero delle Poste e dei Telegrafi ha creato un sistema speciale di assegni noto come “conto corrente postale”, gestito da un numero limitato di centri di gestione regionali (undici in tutta la Francia) noti come centri di assegni postali. Il conto corrente postale non è equivalente a un conto corrente bancario, in quanto non consente, ad esempio, scoperti o prestiti. In qualsiasi ufficio postale è possibile depositare e prelevare denaro utilizzando una carta di prelievo “cartacea” e un libretto di assegni. L'incasso degli assegni avviene a distanza, inviando l'assegno in busta affrancata al centro assegni postali che gestisce il conto di un privato, di un ente pubblico o di una società. Tuttavia, gli assegni postali sono accettati da tutti gli operatori economici. Il primo centro fu quello di Parigi, che alla fine del 1918 contava circa sessantamila conti individuali.

#### 1945-1980
Con la legge del 28 novembre 1955, gli assegni postali sono diventati pagabili a vista, diventando così lo stesso strumento di pagamento degli assegni bancari. Nel 1959, è stata creata la Caisse nationale de prévoyance, che si è associata a La Poste per distribuire la sua gamma di prodotti assicurativi. Poi, nel 1967, i servizi finanziari di La Poste creano la prima società di investimento a capitale variabile, Sicav.
Negli anni '60 e '70, l'allentamento delle regole nel settore bancario portò a un aumento della concorrenza. Per consolidare la propria posizione nel mercato bancario, La Poste dovette offrire nuovi servizi. Ad esempio, erano ora autorizzati i piccoli scoperti, anche se dovevano essere recuperati entro un breve periodo di tempo (meno di otto giorni), così come i conti congiunti e associati. A partire dall'aprile 1975, La Poste ha creato una rete speciale di sportelli automatici che utilizzano le nuove carte CCP 24/24, che sono solo carte per il prelievo di contanti. A metà del 1975, gli ATM postali erano circa seicento in tutta la Francia, situati nei capoluoghi di dipartimento, nei capoluoghi di arrondissement e nelle città con almeno ventimila abitanti.
Con il decreto del 24 dicembre 1965, applicabile dal 1º gennaio 1966, il Livret A ha sostituito il tradizionale libretto di risparmio. Il Livret A è diventato rapidamente un elemento regolare della vita quotidiana dei francesi. Nel 1970, il CNE gestì quasi 12,8 milioni di libretti. Tuttavia, solo nel 1974, con una campagna pubblicitaria su larga scala, il termine “Livret A” è stato introdotto e ha ricevuto un grande apprezzamento da parte del pubblico.

#### 1980-2000
Dal 1984, La Poste ha iniziato a emettere carte blu, sia limitate alla Francia che internazionali, distribuendo carte bancarie del circuito VISA.
La legge 90-568 del 2 luglio 1990 ha riformato La Poste e i servizi finanziari nel loro complesso. La Poste diventa un ente pubblico dotato di autonomia finanziaria.
È stata avviata una nuova politica commerciale con l'obiettivo di attirare e fidelizzare nuovi clienti (soprattutto giovani) e di offrire nuovi servizi. A partire dal 1989, tramite Minitel e poi nel 1992 con Audiotel, i clienti dei servizi finanziari di La Poste possono effettuare operazioni bancarie a distanza come il controllo del saldo.
Allo stesso tempo, La Poste ha avviato una serie di partnership per ampliare la propria gamma di prodotti (fondi comuni di investimento, assicurazioni sulla vita, ecc.) e servizi bancari: ad esempio, con Société Générale, Indosuez e Crédit Foncier de France per sviluppare prodotti di investimento; con AGF per i prodotti di assicurazione sulla vita e con Gras Savoye per i prodotti previdenziali.
All'inizio degli anni 2000, i servizi finanziari di La Poste sono stati ristrutturati ed è stata introdotta una nuova organizzazione finanziaria. Il gruppo ha creato filiali funzionali sotto l'egida di un'unica holding “SF2”: Tra queste, Sogeposte, specializzata nella gestione degli OICR dei clienti di La Poste, Efiposte, che si occupa della gestione finanziaria dei conti bancari postali, Assurposte, che gestisce prodotti assicurativi e previdenziali personali, e Sogerco, società di brokeraggio assicurativo.

### La Banque Postale
La legge 2005-516 del 20 maggio 2005 sulla regolamentazione delle attività postali prevede la creazione da parte del gruppo La Poste di una filiale che riceva tutti gli attivi, i diritti e gli obblighi relativi alle attività di servizi finanziari di La Poste. Questa creazione è stata autorizzata dalla Commissione Europea il 21 dicembre 2005. La Banque Postale è stata ufficialmente creata il 1º gennaio 2006.
La legge del 20 maggio 2005 riguarda i servizi finanziari di La Poste, che ha un mandato di servizio pubblico nei settori bancario, finanziario e assicurativo, che le impone di offrire prodotti e servizi al maggior numero di persone possibile.
In seguito, la legge del 4 agosto 2008 sulla modernizzazione dell'economia ha affidato alla Banque Postale il solo compito di rendere accessibili i servizi bancari: è quindi obbligata ad “aprire un Livret A a chiunque ne faccia richiesta” e ad effettuare gratuitamente depositi e prelievi da suddetto conto a partire dal valore di 1,50 euro, nonché bonifici e addebiti diretti relativi a determinate operazioni: prestazioni sociali, EDF, GDF, bollette telefoniche e dell'acqua, ecc.
Appena creata, La Banque Postale è stata autorizzata a estendere la sua gamma a tutti i tipi di mutui per la casa. Nel 2007 ha ottenuto l'autorizzazione governativa per ampliare la propria offerta di prodotti al credito al consumo, seguita dall'assicurazione non vita nel 2009. Infine, nel 2010 è stata autorizzata a lanciare una gamma di prodotti e servizi per il finanziamento delle persone giuridiche.

#### Creazione de La Banque Postale Collectivités territoriales
Nel 2011, la Caisse des dépôts et consignations e La Banque Postale hanno redatto un protocollo di negoziazione con Dexia SA e Dexia Crédit local al fine di creare un centro di finanziamento degli enti locali francesi responsabile della commercializzazione, della gestione di nuovi prestiti e del rifinanziamento sui mercati finanziari tramite obbligazioni garantite. Nel giugno 2012, l'accordo tra Dexia e La Banque Postale è stato approvato dalla Caisse des dépôts et consignations ed è stata creata La Banque Postale Développement local.
Dopo il lancio dell'offerta di finanziamento de La Banque Postale nella seconda metà del 2012 e il lancio della Société de financement local (SFIL) all'inizio del 2013, la creazione de La Banque Postale Collectivités locales segna il completamento dell'implementazione del sistema di finanziamento pubblico per il settore pubblico locale. Posseduta al 65% da La Banque Postale e al 35% da Caisse des Dépôts, questa filiale fornisce servizi relativi alla commercializzazione dei prestiti concessi da La Banque Postale a enti locali e ospedali, destinati a essere rifinanziati dalla Société de Financement Local (SFIL).
La Banque Postale Collectivités locales ha lo status di intermediario nelle transazioni bancarie e ospita il call center per i clienti e il dipartimento di ricerca. La Banque Postale ha esteso la sua gamma di finanziamenti a tutti gli enti pubblici locali (aziende pubbliche locali, strutture sanitarie pubbliche) e offre servizi e gestione del debito.
Secondo le società di consulenza indipendenti Finance Active e Orféor, La Banque Postale è il principale finanziatore bancario degli enti locali dal 2015. Nel 2017 ha annunciato una quota di mercato del 23%.

#### Sogéposte e La Banque Postale Asset Management
Nel 1988, La Poste ha creato la sua filiale di asset management, Sogéposte, la cui offerta è dedicata alla sua rete.
Nel settembre 2006, Sogéposte è diventata una filiale al 100% de La Banque Postale ed è stata rinominata La Banque Postale Asset Management.
Il Consiglio di sorveglianza, presieduto da Stéphane Dedeyan, presidente del Consiglio di gestione de La Banque Postale, controlla la gestione della società da parte del Consiglio di amministrazione e discute i principali orientamenti strategici della società prima delle decisioni di quest'ultimo.
Il Consiglio di amministrazione è responsabile della direzione e della gestione dell'azienda. Esso è presieduto da Emmanuelle Mourey dall'11 luglio 2019.
In precedenza, la società è stata presieduta da Alain Brochard dal 1988 al 1999, Jean-Luc Enguéhard dal 1999 al 2013, Chantal Lory dal 2013 al 2014 e Daniel Roy dal 2014 al 2019.

#### Anni 2010: diversificazione e sviluppo
Il 26 agosto 2011, il Consiglio di amministrazione del gruppo La Poste ha autorizzato quest'ultimo a sottoscrivere un aumento di capitale di 860 milioni di euro. L'obiettivo è sostenere l'attività commerciale della banca nel rispetto degli obblighi normativi e contribuire alla sua solvibilità.
La Banque Postale ha messo in atto un piano strategico 2011-2015 che si concentra su due aree: il rafforzamento della sua posizione di banca diversa e l'accelerazione dello sviluppo commerciale.
Nel 2013, La Banque Postale ha iniziato a distribuire i suoi primi prestiti per finanziare programmi di rent-to-own (PSLA14) sostenuti da operatori di edilizia sociale, la cui attuazione era stata annunciata l'anno precedente.
Il 2 aprile 2013, La Banque Postale ha acquisito BPE (ex Banque Privée Européenne) dal Crédit Mutuel Arkéa. Questo rafforza la sua offerta per i clienti facoltosi, estendendo la sua gamma a prestiti patrimoniali, risparmi e assicurazioni. BPE integra gradualmente le offerte delle filiali de La Banque Postale, come La Banque Postale Asset Management e Tocqueville Finance per la gestione patrimoniale, La Banque Postale Gestion Privée per la gestione discrezionale, XAnge per il private equity, La Banque Postale Immobilier Conseil e Ciloger per i prodotti di risparmio immobiliare e CNP Assurances per le assicurazioni sulla vita.

#### Transizione al digitale
Nel giugno 2017, La Banque Postale ha acquisito KissKissBankBank per una somma non divulgata. In co-costruzione con KissKissBankBank, La Banque Postale ha annunciato il lancio di una banca mobile, con il nome di Ma French Bank, nella primavera del 2019, dopo una fase di test con alcuni clienti e dipendenti nell'autunno 2018.

#### Fusione con CNP Assurances
Il 30 agosto 2018, il Ministro dell'Economia e delle Finanze, Bruno Le Maire, ha ufficializzato la fusione tra Banque Postale e CNP Assurances, al fine di consentire a La Poste di svilupparsi nel settore bancario e assicurativo. A tal fine, lo Stato vendette parte della sua partecipazione in Banque Postale alla Caisse des Dépôts et Consignations (CDC), che è diventata l'azionista di maggioranza. Allo stesso tempo, la Caisse des Dépôts vendette la sua partecipazione in CNP a Banque Postale. L'aumento della partecipazione di CDC in La Poste è stato reso possibile da un emendamento governativo alla legge PACTE. Tuttavia, la transazione poté essere effettuata non prima della fine del 2019.
Nell'ottobre 2021, La Banque Postale ha annunciato l'intenzione di rilevare la partecipazione di BPCE in CNP assurances per delistarla dalla Borsa di Parigi con l'obiettivo di creare un grande centro finanziario pubblico.

#### Anni 2020: obiettivo di riduzione delle emissioni di anidride carbonica
Nell'ottobre 2021, la direzione de La Banque Postale ha annunciato l'intenzione di interrompere le attività di finanziamento legate al petrolio e al carbone entro il 2030. Questo obiettivo è stato accompagnato dall'impegno di eliminare gradualmente il carbone termico entro il 2030 e di raggiungere la neutralità di emissioni di carbonio entro il 2040.
Nel novembre 2024, La Banque Postale ha iniziato la vendita frammentaria della sua filiale KissKissBankBank.

## Società controllate
Le società controllate di La Banque Postale sono:
- EasyBourse, 100%[47]
- Louvre Banque Privée, 100%[48]
- Tocqueville Finance, 99,24%[49]
- Transactis, 50% (proprietà congiunta con Société Générale)[50]
- Ma French Bank, 100%[51]
- S.A.S. Domiserve Holding, 100%[52]

## Patrimonio

### L’Hôtel de Choiseul-Praslin et la Caisse nationale d'épargne
Costruito nel 1732 su richiesta di François Léonor de Choiseul e di sua moglie, l'Hôtel de Choiseul-Praslin, situato in rue de Sèvres a Parigi, è un edificio in stile Reggenza con influenza di Luigi XV. Nel corso del XVIII secolo, è stato costantemente abbellito, in particolare la sua facciata. Nel 1886, lo Stato acquistò l'edificio per ospitare l'amministrazione centrale della Caisse nationale d'épargne, creata nel 1881.
Le facciate del cortile sono state classificate come monumenti storici con decreto del 20 gennaio 1926. Il tetto, le sale del piano terra (il vestibolo d'ingresso, il salone d'assi in stile Luigi XV, la sala da pranzo in stile neo-Luigi XVI con decorazioni pompeiane), lo scalone e la tromba delle scale e le sale del primo piano (il salone d'assi in stile neo-Luigi XV, la sala del Primo Rinascimento, la cappella in stile neo-gotico) sono stati classificati come monumenti storici dal 2006.

#### Ristrutturazione per ospitare la sede centrale della Banque Postale
Occupato e degradato tra il 1997 e il 2007, l'Hôtel de Choiseul-Praslin è stato restaurato dopo essere stato scelto nel 2006 per ospitare la nuova sede del La Banque Postale.

## Politiche ambientali
Nell'ottobre 2021, la banca ha annunciato che non avrebbe più fornito servizi finanziari alle società petrolifere e del gas, né investito in società attive nel settore e finanziato qualsiasi progetto correlato. Ha inoltre presentato un piano per uscire completamente dalle industrie del petrolio e del gas entro il 2030, diventando la prima banca a prendere un tale impegno. Questa politica è stata descritta come un “precedente storico” nel settore bancario da organizzazioni ambientaliste come Reclaim Finance, Friends of the Earth France e Oxfam France.

## Controversie
Nel 2010, l'Autorité de la concurrence del governo francese (il dipartimento incaricato di regolamentare la concorrenza) ha inflitto una multa di 384,9 milioni di euro a undici banche, tra cui La Banque Postale, per aver colluso nell'applicare commissioni ingiustificate per l'elaborazione degli assegni, in particolare per le commissioni extra applicate durante la transizione dal trasferimento di assegni cartacei al trasferimento elettronico “Exchanges Check-Image”.
Nel maggio 2017, l'Autorité de contrôle prudentiel et de résolution (ACPR) ha inflitto a La Banque Postale una multa di 5 milioni di euro per non aver effettuato una consulenza ai clienti al dettaglio.
Nel dicembre 2018, l'ACPR ha condannato La Banque Postale e le ha inflitto un'ammenda di 50 milioni di euro per “una grave carenza nel sistema di rilevamento” delle transazioni effettuate da persone soggette a misure di congelamento dei beni. Le critiche riguardavano principalmente il servizio “mandat cash”, che consentiva di trasferire rapidamente denaro contante a terzi. Il servizio “mandat cash” è stato nel frattempo interrotto.